# 肯尼特山嶺
79°51′S 156°45′E / 79.850°S 156.750°E
肯尼特山嶺（英語：Kennett Ridge）是南極洲的山嶺，位於奧次地，屬於達爾文山脈的一部分，處於午夜高原東北端，由威靈頓維多利亞大學的探險隊繪入地圖。